# Hardwarebeschreibungssprache
Eine Hardwarebeschreibungssprache (englisch Hardware Description Language, HDL) ist eine formale Sprache, mit der Operationen von integrierten Schaltungen und ihr Design beschrieben sowie in Simulationen getestet werden können. Die Sprachen Verilog und VHDL gehören zu den weltweit am häufigsten genutzten Sprachen um digitale Logik zu beschreiben und sind als Industriestandards etabliert. HDLs sind Teil der Electronic Design Automation.
Hardwarebeschreibungssprachen drücken ein zeitliches Verhalten und/oder eine (räumliche) Schaltkreisstruktur in normalem Text aus. Im Gegensatz zu Software-Programmiersprachen beinhalten Syntax und Semantik der HDLs in ihrer Notation Möglichkeiten, zeitliche Abläufe und Gleichzeitigkeiten auszudrücken, wie es von Hardware verlangt wird. Sprachen, deren einziges Merkmal es ist, Verbindungen von elektronischen Schaltungen in Form von Netzlisten wiederzugeben, werden als Netlist-Sprachen bezeichnet.

## Anwendung
Ein Grund für den Einsatz einer HDL ist die Möglichkeit der automatischen Erzeugung von Netzlisten für integrierte Schaltungen durch ein Synthesetool. So lassen sich Schaltungen beispielsweise in konfigurierbaren Mikroelektronik-Bausteinen wie Field Programmable Gate Arrays (FPGAs) oder in anwendungsspezifischen integrierten Schaltungen (ASICs) realisieren.
Für die Synthese der Schaltung, das Erzeugen einer Netzliste, ist typischerweise nur ein Teil der Sprache, bezogen auf Syntax und Semantik, geeignet. Im Bereich digitaler Schaltung kommt bevorzugt die Logiksynthese zur Anwendung. Die restlichen Teile der Sprache eignen sich zum einfacheren Modellieren einer Testumgebung zur Verifikation der Funktionsfähigkeit in Simulationsprogrammen. Ein Beispiel für ein nicht synthesefähiges Sprachkonstrukt, ist die Ein- und Ausgabe von Dateien (File-I/O), das nur in der Simulationsumgebung zur Verfügung steht. Der konkrete Umfang, welche Teile der Sprache noch synthesefähig sind, hängt von den eingesetzten Synthesewerkzeugen ab. So waren in der Anfangszeit der Logiksynthese digitale Multiplikationen nicht direkt synthetisierbar. Die im Jahr 2008 verfügbaren Werkzeuge beherrschen im Regelfall die direkte Synthese der Multiplikationsoperation in Hardware.
Folgende Abstraktionsebenen werden verwendet:
- Verhaltensmodell (behavioral, zum Teil nicht synthesefähig)
- Register-Transfer-Level (RTL-Modell, synthesefähig)
- Gatelevel-Modell (Netzliste)

## Geschichte

### VHDL
Die Entwicklung der HDL hängt generell mit der Entwicklungsgeschichte der Computerindustrie und speziell Mikroelektronik zusammen. Aufgrund zunehmender Designs, Entwicklungen und Komplexität, spendierte das amerikanische Verteidigungsministerium (DoD) in den frühen 1980er Jahren ein Programm zur Standardisierung von digitalen Systemen, dem sog. VHSIC (Very High-Speed IC)-Programm. Die Umsetzung dieser Anforderung eines „standardisiertes Dokumentationswerkzeug, das detaillierte Informationen sowohl über die Schnittstelle (d. h. Eingänge und Ausgänge) als auch über das Verhalten von digitalen Systemen“ bewerkstelligt, erfolgte durch die Firmen Texas Instruments, IBM und Intermetrics. Eine erste Version des „Werkzeugs“ VHDL wurde 1985 veröffentlicht und später an das IEEE übergeben. Das IEEE veröffentlichte dann 1987 den Standard IEEE 1076–1987.

### Verilog
Verilog entstand unabhängig von VHDL und wurde als HDL zur Logiksimulation (Verilog-XL) 1983 von Automated Integrated Design Systems (später: Gateway Design Automation) unter Federführung von Phil Moorby entwickelt. GDA wurde schließlich 1990 von Cadence übernommen. Um gegenüber VHDL nicht an Popularität einzubüßen, veröffentlichte Cadence die HDL zur Weiterentwicklung. Das IEEE normierte Verilog schließlich 1995 als Standard IEEE 1364.

### KARL und ABL Sprachen
Die ersten Hardware-Beschreibungssprachen (um 1977) waren ISP (Instruction Set Processor) von der Carnegie Mellon University, und KARL, von der Universität Karlsruhe, später weiterentwickelt an der TU Kaiserslautern. ISP ähnelte einer Software-Programmiersprache und diente der Beschreibung des Ein-/Ausgabe-Verhaltens für die Simulation. Damit ist es allerdings kaum verwendbar für die Synthese. Zur Sprache KARL und ihrer Implementierung gehörte auch ein Entwurfs-Kalkül zur Unterstützung von „VLSI chip floorplanning“ und strukturiertem Hardware-Entwurf. Es stellt auch die Basis von KARLs interaktiv grafischer Schwester-Sprache ABL, implementiert in den frühen 1980er Jahren beim Forschungszentrum CSELT in Turin, Italien, als grafisches VLSI-Entwurfs-System ABLED. In der Mitte der 1980er Jahre implementierte ein EU-gefördertes Konsortium ein komplettes „VLSI design framework“ um KARL und ABL herum. 1983 führte die Firma Data-I/O die Sprache ABEL ein, um Logik-Systeme und Schaltwerke (engl. finite state machines) zu beschreiben.

## Abgrenzung „Programmierung“
Regelmäßig (und fälschlicherweise) wird der Begriff Programmieren synonym für das Schreiben einer Hardwarebeschreibung benutzt. Dies resultiert daraus, dass HDLs eine ausführbare Spezifikation einer bestimmten Hardware darstellen. Ein Simulationsprogramm, das die grundlegende Semantik der Sprache und den Verlauf der Zeit bereitstellt, bietet dem Elektronikentwickler die Möglichkeit, ein Stück Hardware zu modellieren, bevor es physisch (halbleitertechnisch) hergestellt wird. Diese Möglichkeit der Ausführung lässt es so aussehen, als würde diese Sprache dazu benutzt, etwas zu „programmieren“, wobei sich diese Art der Ausführung von der Kompilierung und der Ausführung einer Software unterscheidet. Die Unterscheidung kann auch am "Ziel" der jeweiligen Methode (Software vs. Hardware) verstanden werden: Das Ergebnis bei Software ist ein ablauffähiges Programm für einen vorgegebenen Computer (z. B. Mikrocontroller). Hingegen ist das Ergebnis bei HDLs ein "Hardware-Baustein" bzw. Chip. Ein rechtliches Unterscheidungsmerkmal ist, dass sog. "computerimplementierte Erfindungen" in Deutschland patentierbar sind, hingegen reine Computerprogramme nicht. Nichtsdestotrotz wird in der Fachwelt dennoch z. B. der englische Begriff Coding im Zusammenhang mit HDLs verwendet.

## Erweiterungen & System-Sprachen
Es existieren auch HDLs und Simulatoren für das Modellieren in Digital- und Analogtechnik, bspw. die Erweiterung VHDL-AMS (kurz für: VHDL Analog-Mixed-Signal).
Es ist möglich, Hardware semantisch in einer verbreiteten Sprache wie C++, in Verbindung mit umfangreichen Klassenbibliotheken, zu beschreiben. Diesen Ansatz verfolgt SystemC, welches aber derzeit nur in Ausnahmefällen synthesefähig ist und primär im akademischen Bereich eingesetzt wird. „Normales“ C++ enthält hingegen außerdem keine Möglichkeiten, um einen Zeitverlauf zu beschreiben, und ist deshalb nicht geeignet.

## Standards
HDLs sind durch verschiedene IEEE und IEC Standards normiert. Das IEEE Design Automation Standards Committee (DASC) ist für die Normierung verantwortlich. Im Folgenden seien einige Beispiele aufgezählt:
- IEEE 1076-2019 - VHDL[12]
- IEC - 62530 - SystemVerilog[13]
- IEC - 61691-6: Behavioural languages – Part 6: VHDL Analog and Mixed-Signal Extensions[14]